# Euscelus peruanus
Euscelus peruanus es una especie de coleóptero de la familia Attelabidae.

## Distribución geográfica
Habita en Perú.